# パルケ・デ・ベイスボル・アルベルト・ロモ・チャベス
パルケ・デ・ベイスボル・アルベルト・ロモ・チャベス（Parque de Béisbol Alberto Romo Chávez）は、メキシコのアグアスカリエンテス州アグアスカリエンテスにあるスタジアム。9,000人収容。
主に野球に使用されており、リーガ・メヒカーナ・デ・ベイスボル（メキシコ夏季リーグ）のアグアスカリエンテス・レイルロードメンが本拠地にしている。フィールドは天然芝で、広さは両翼330フィート（約100.6メートル）、中堅410フィート（約125.0メートル）。
1938年にエスタディオ・デ・ベイスボル・アグアスカリエンテス（Estadio de Béisbol Aguascalientes）という名称で開場。1957年に現在の名称となった。アルベルト・ロモ・チャベスは1930～1940年代にかけてリーガ・メヒカーナ・デ・ベイスボルで活躍した投手で、1971年にはメキシコ野球殿堂入りしている。